# Mietvilla Wilder-Mann-Straße 41

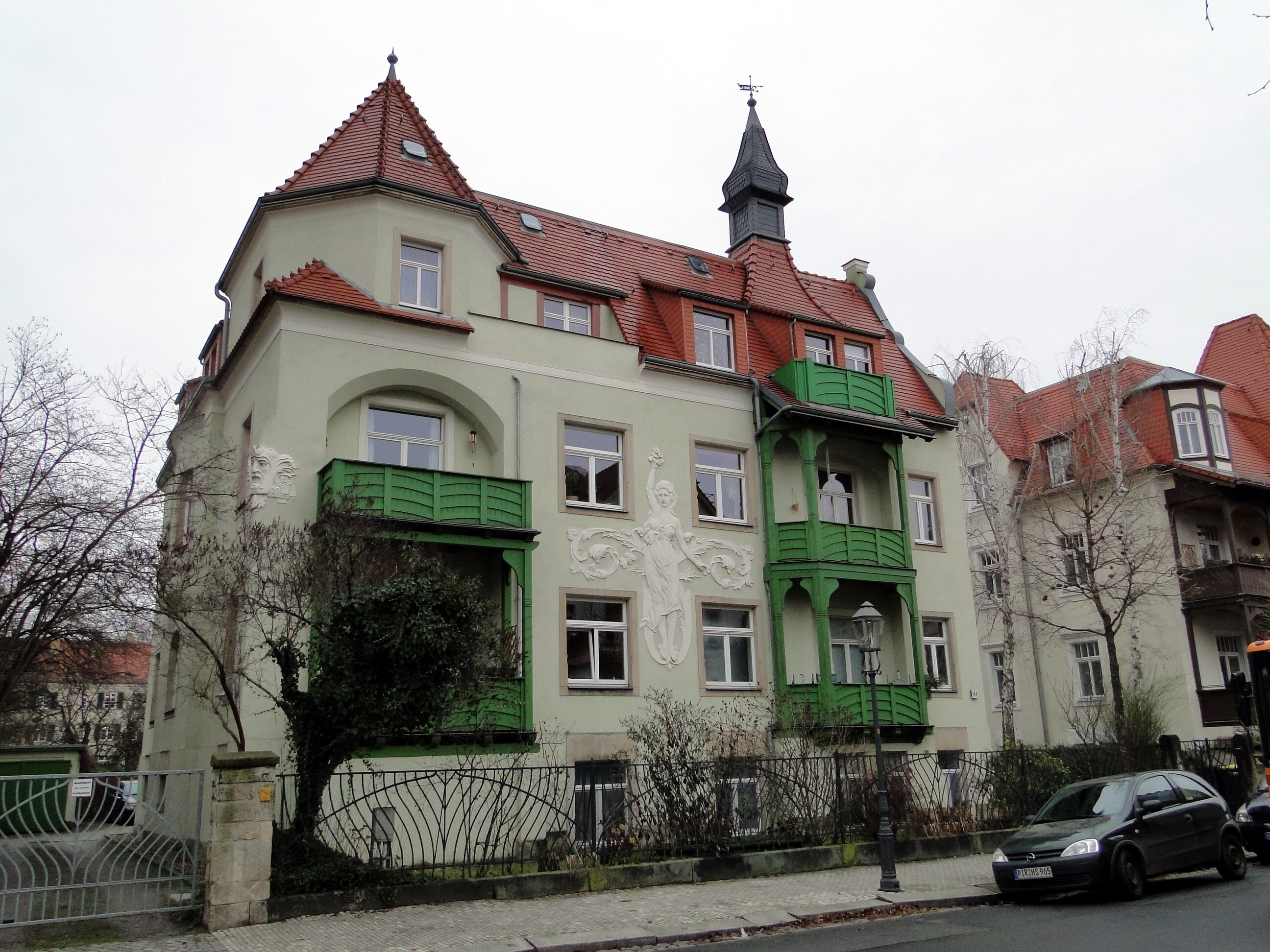
Mietvilla Wilder-Mann-Straße 41

Die Mietvilla Wilder-Mann-Straße 41 ist ein denkmalgeschützter Jugendstilbau in Dresden-Trachau.

## Beschreibung
Das freistehende, dreigeschossige Mehrfamilienwohnhaus mit ausgebautem Dachgeschoss wurde 1904 errichtet. In der Mittelachse der Fassade befindet sich eine Stuckarbeit, die über zwei Geschosse geht. Die mit Stuck gestaltete Frauengestalt ist von Ranken umgeben, leicht bekleidet und hält in der erhobenen rechten Hand einen Blumenstrauß.